# Enrique Martínez Peñaranda
Enrique Martínez Peñaranda es un investigador y crítico de cómic español, nacido en Madrid en 1941.

## Biografía
Enrique Martínez Peñaranda inició su labor crítica en la revista Bang!, participando luego en "Comics Camp Comics In" (1972), "Trinca" (1972), "El Globo" (1973) y "Comicguía" (1976).
Colaboró también en las enciclopedias Diccionario de uso de la Historieta española, 1881-1996 y Atlas español de la Cultura Popular: De la Historieta y su uso. También ha participado en los volúmenes de la colección "Maestros de la Historieta" de Quirón Ediciones y escrito en solitario sendas monografías sobre José García Pizarro y Manuel Vázquez Gallego.